# Delahaye Type 44
La Type 44 era un'autovettura di fascia alta prodotta tra il 1911 ed il 1914 dalla Casa automobilistica francese Delahaye.

## Breve profilo
La Type 44 fu una vettura rivoluzionaria per l'epoca: una vettura di fascia alta, quasi di lusso, che montava un motore V6. Si trattava del primo motore a 6 cilindri della marca francese e addirittura del primo motore a V nella storia dell'automobile ad essere installato su una vettura di serie. Tale motore aveva un angolo di 30 gradi tra le bancate e disponeva di un asse a camme per bancata. La cubatura era di 3181 cm³, data da misure di alesaggio e corsa pari a 75x120 mm, e la potenza massima era di 24 CV.
La trazione era posteriore ed il cambio era manuale a 4 marce.
La vettura tuttavia non ebbe un gran successo: fu prodotta fino al 1914, inizio della prima guerra mondiale, e non ebbe una vera e propria erede.